# 가나조노 히데타카
가나조노 히데타카(일본어: 金園 英学, 1988년 9월 1일 ~ )는 일본의 축구 선수로 현재 나가노 파르세이루에서 공격수로 뛰고 있다.

## 구단 경력
그는 2011년부터 2021년까지 J리그의 주빌로 이와타, 베갈타 센다이, 홋카이도 콘사돌레 삿포로, 방포레 고후, AC 나가노 파르세이루에서 활동하였다.

## 수상
주빌로 이와타
- J리그컵 / 코파 수다메리카나 챔피언십 : 우승 (2011)
- J2리그 : 4위 (2014)

방포레 고후
- J2리그 : 4위 (2020)